# Viktorsberg
Viktorsberg là một đô thị thuộc huyện Feldkirch thuộc bang Vorarlberg, Áo. Đô thị Viktorsberg có diện tích 12,51 km², dân số thời điểm năm 2002 là 397 người.